# Jankan
Jankan (rusky Янкан) je pohoří v západní části Amurské oblasti Ruské federace. Na západě se spojuje s horami Zabajkalska, na východě v oblasti pramene řeky Urkan přechází do pohoří Tukuringra. Pohoří Jankan je nejzápadnějším článkem řetězce pohoří Jankan – Tukuringra – Soktachan – Džagdy.  
Jankan je tvořen soustavou plochých horských masivů. Délka pohoří je asi sto kilometrů a šířka šedesát kilometrů. Převládající výšky jsou 1200–1800 m, maximum je 2208 m. Jankan je tvořen zejména pískovci, krystalické břidlicemi a žulami.  
Svahy hor porůstá smrková tajga a ve vrcholových částech hor jsou stupňovité plošiny pokryté tundrou. V tajgových lesích Jankanu žije zejména veverka, medvěd, sobol, kabar pižmový, los a velké množství ptáků.  